# 3D Maze Man: Amazing Adventures
3D Maze Man: Amazing Adventures é um jogo eletrônico de computador lançado em 1998.
De forma conceitual, ele é influenciado pelo clássico e popular arcade da Namco, o Pac-Man, em que o personagem principal (Maze Man) é uma esfera amarela com uma boca triangular cujo objetivo é colecionar todas as bolinhas no nível atual e evitar os fantasmas inimigos. Assim como no Pac-Man, há bolinhas que permitem que Maze Man, por um curto período, coma os fantasmas inimigos, que regeneram de um local específico. Esteticamente, porém, o formato 3D do jogo permite outras características que o diferenciam do Pac-Man.
Além disso, as plataformas navegáveis podem chegar a diferentes altitudes, permitindo inclinar-se.
Fora isso, alguns níveis incluem chaves coloridas que abrem certos ladrilhos coloridos.